# Galomaro
Galomaro és una vila i un sector de Guinea Bissau, situat a la regió de Bafatá. Té una superfície de 508 kilòmetres quadrats. En 2010 comptava amb una població de 15.776 habitants.